# La reconquista
La reconquista és un pel·lícula romàntica espanyola del 2016 dirigida per Jonás Trueba, la seva quarta pel·lícula després de Todas las canciones hablan de mí, Los ilusos i Los exiliados románticos, basada en la retrobada amb el primer amor i la recerca de la identitat.

## Sinopsi
La pel·lícula tracta sobre la consciència del temps perdut i del temps recuperat, el que hom recorda de si mateix, les paraules, gestos i sentiments que ens defineixen en present passat i futur. Per això ofereix un passeig nocturn per Madrid amb dos personatges, Manuela i Olmo, que es van enamorar quan eren adolescents, però se van separar. Quinze anys més tard tornen a trobar-se i ambdós s'interroguen sobre el que van ser i el que són en aquest moment.

## Repartiment
- Itsaso Arana - Manuela
- Francesco Carril - Olmo
- Candela Recio... Manuela adolescent
- Pablo Hoyos... Olmo adolescent
- Aura Garrido... 	Carla

## Premis i nominacions
Va participar al Festival Internacional de Cinema de Sant Sebastià 2016 i al Festival Internacional de Cinema de Mar del Plata. Va obtenir un Premi Especial als XXVI Premis Turia. Al Festival de Cinema d'Espanya de Tolosa de Llenguadoc de 2016 va obtenir la Violette d'Or a la millor pel·lícula, el premi al millor director i una menció especial per Aura Garrido.